# Índice de Nature
El índice de Nature es una base de datos que posiciona a los países y diferentes instituciones científicas en relación con el material publicado. Partió el año 2016 y desde entonces sirve como ranquin para las Universidades y otros centros de investigación. El ranquin también puede ser categorizado según el campo de investigación (ciencias naturales, química, física  y ciencias de la tierra). En total, más de 10 000 instituciones son enumeradas año tras año.

## Top 25
A continuación se enumera el ranquin del año 2022:
| Posición | Institución                                      | País           | % del total |
| -------- | ------------------------------------------------ | -------------- | ----------- |
| 1        | Academia China de las Ciencias                   | China          | 1,963       |
| 2        | Harvard University                               | Estados Unidos | 0,911       |
| 3        | Max Planck Society                               | Alemania       | 0,782       |
| 4        | Centro Nacional para la Investigación Científica | Francia        | 0,675       |
| 5        | Stanford University                              | Estados Unidos | 0,606       |
| 6        | Asociación Helmholtz                             | Alemania       | 0,565       |
| 7        | Instituto Tecnológico de Massachusetts           | Estados Unidos | 0.533       |
| 8        | Universidad de la Academia China de las Ciencias | China          | 0.530       |
| 9        | Universidad de Ciencia y Tecnología de China     | China          | 0.502       |
| 10       | Universidad de Pekín                             | China          | 0.492       |
| 11       | Universidad de Tsinghua                          | China          | 0.472       |
| 12       | Universidad de Nankín                            | China          | 0.464       |
| 13       | Universidad de Oxford                            | Reino Unido    | 0,452       |
| 14       | Universidad de Tokio                             | Japón          | 0,447       |
| 15       | Universidad de Zhejiang                          | China          | 0,417       |
| 16       | Universidad de Cambridge                         | Reino Unido    | 0,416       |
| 17       | National Institutes of Health                    | Estados Unidos | 0,406       |
| 18       | ETH Zürich                                       | Suiza          | 0,395       |
| 19       | Universidad de California en Berkeley            | Estados Unidos | 0,373       |
| 20       | Universidad de Fudan                             | China          | 0,366       |
| 21       | Universidad de California en San Diego           | Estados Unidos | 0,347       |
| 22       | Universidad Jiao Tong de Shanghái                | China          | 0,343       |
| 23       | Universidad Sun Yat-sen                          | China          | 0,339       |
| 24       | Universidad de Míchigan                          | Estados Unidos | 0,337       |
| 25       | Universidad de Yale                              | Estados Unidos | 0,335       |